# Эль-Бийяз, Мустафа
Мустафа Эль-Бийяз (араб.  مصطفى البياز‎; род. 12 февраля 1960, Таза, Марокко) — марокканский футболист, защитник.

## Карьера

### Клубная карьера
Во взрослом футболе дебютировал в 1980 году в клубе «Кавкаб», за который играл на протяжении семи сезонов. В 1987 году перешёл в португальский клуб «Пенафиел», где пробыл один сезон и принял участие в одном матче.

### Карьера в сборной
В 1984 году был членом олимпийской сборной Марокко, за которую сыграл два матча на Олимпийских играх 1984 года в Лос-Анджелесе.
С 1983 года выступал в официальных
матчах в составе национальной сборной Марокко. Будучи игроком сборной, Эль-Бийяз был участником чемпионата мира 1986 года в Мексике и кубков африканских наций 1986 и 1988 годов.